# 科爾奇夫卡 (拉傑霍夫區)
50°20′5″N 24°48′24″E / 50.33472°N 24.80667°E
科爾奇夫卡（烏克蘭語：Корчівка），是烏克蘭西部的村莊，隸屬利維夫州的舍普季茨基區。該村面積0.2平方公里，海拔高度204米，2001年人口75，人口密度每平方公里382.65人。